# Меморіальний комплекс визволителям Миколаєва
Меморіальний комплекс визволителям Миколаєва — пам'ятка монументального мистецтва, розташована у Миколаєві на перетині Центрального проспекту і вулиці Захисників Миколаєва. Відкритий у 1967 році.

## Історія
Меморіальний комплекс воїнам-визволителям було відкрито у Миколаєві у 1967 році на перетині проспекту Центрального з вулицею Захнисників Миколаєва — місці, де в березні 1944 року велись запеклі бої за визволення міста. Реконструкцію комплексу проведено у 1979 році
Проєкт пам'ятника підготовлений студентами Новосибірського інженерно-будівельного інституту В. Вороніним, Н. Давидовим та А. Пряхіним. У його реалізації взяли участь архітекторка Л. Заполянська, скульптор А. А. Коптєв та художник В. І. Зізда. У першому варіанті він мав декоративний характер. 
На високому шпилі була зображена чаша з факелом вічного вогню, поряд — стела, на якій викарбувані номери військових частин, що отримали почесне звання «Миколаївських». Біля підніжжя монумента напис російською мовою: «Воинам-освободителям».
До 35-річчя визволення міста від нацистських окупантів монумент було реконструйовано. Реконструкцію доручили художнику-проєктувальнику Ю. Т. Стешину та скульптору А. А. Коптєву. У центрі його споруджено високий тригранний шпиль із зображенням ордена Вітчизняної війни на вершині, який доповнює багатофігурну композицію. Барельєфи на бронзовій стелі, виконані скульптором Коптєвим, зображають радянських військових. На стелі зображені зажурена мати з сином, солдати в атаці, прапороносець. Поряд на металі напис: «Почетное звание «Николаевские» присвоено...», далі — перелік дивізій, батальйонів, загонів.

## Галерея

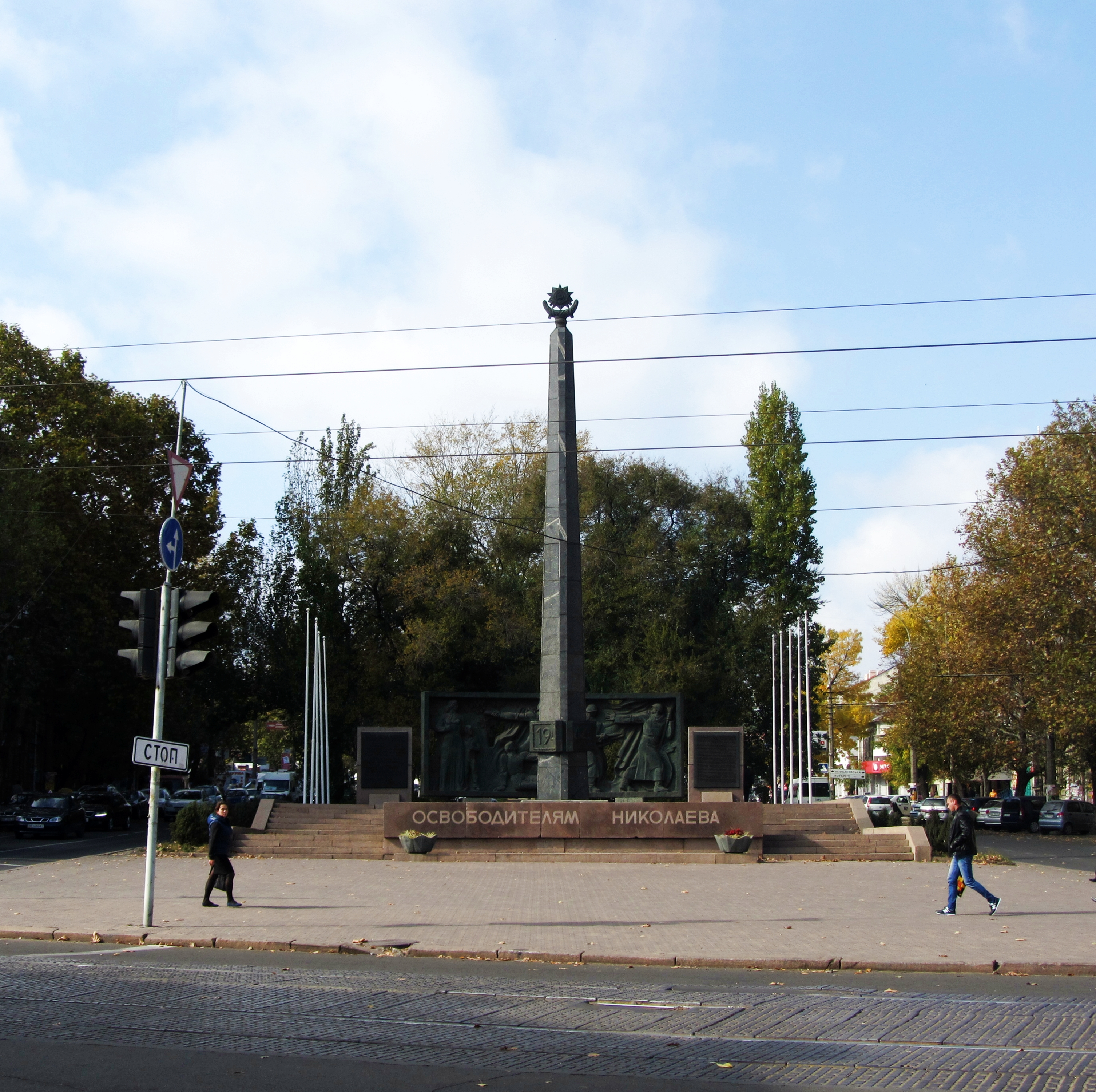
Загальний вигляд
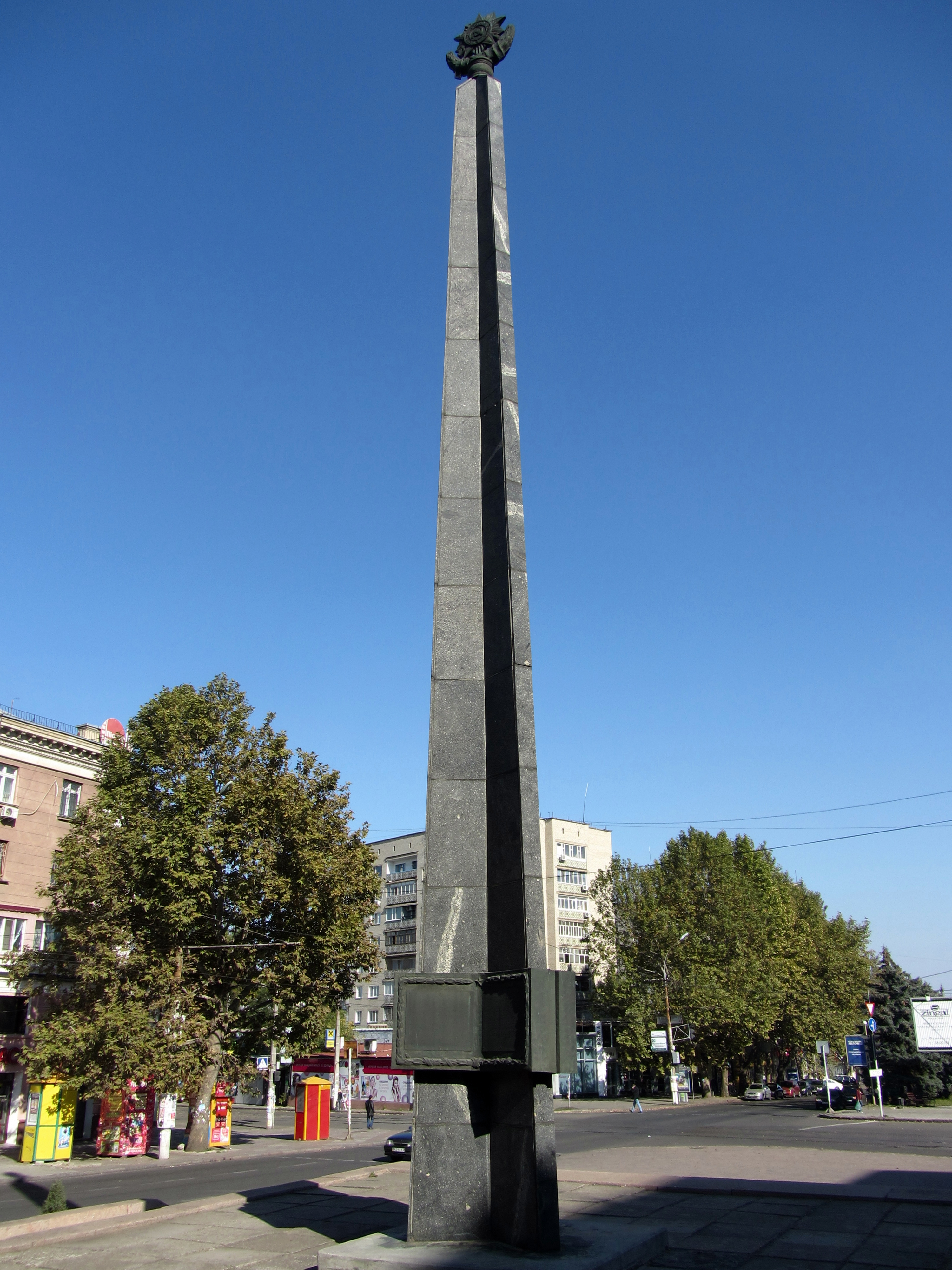
Обеліск
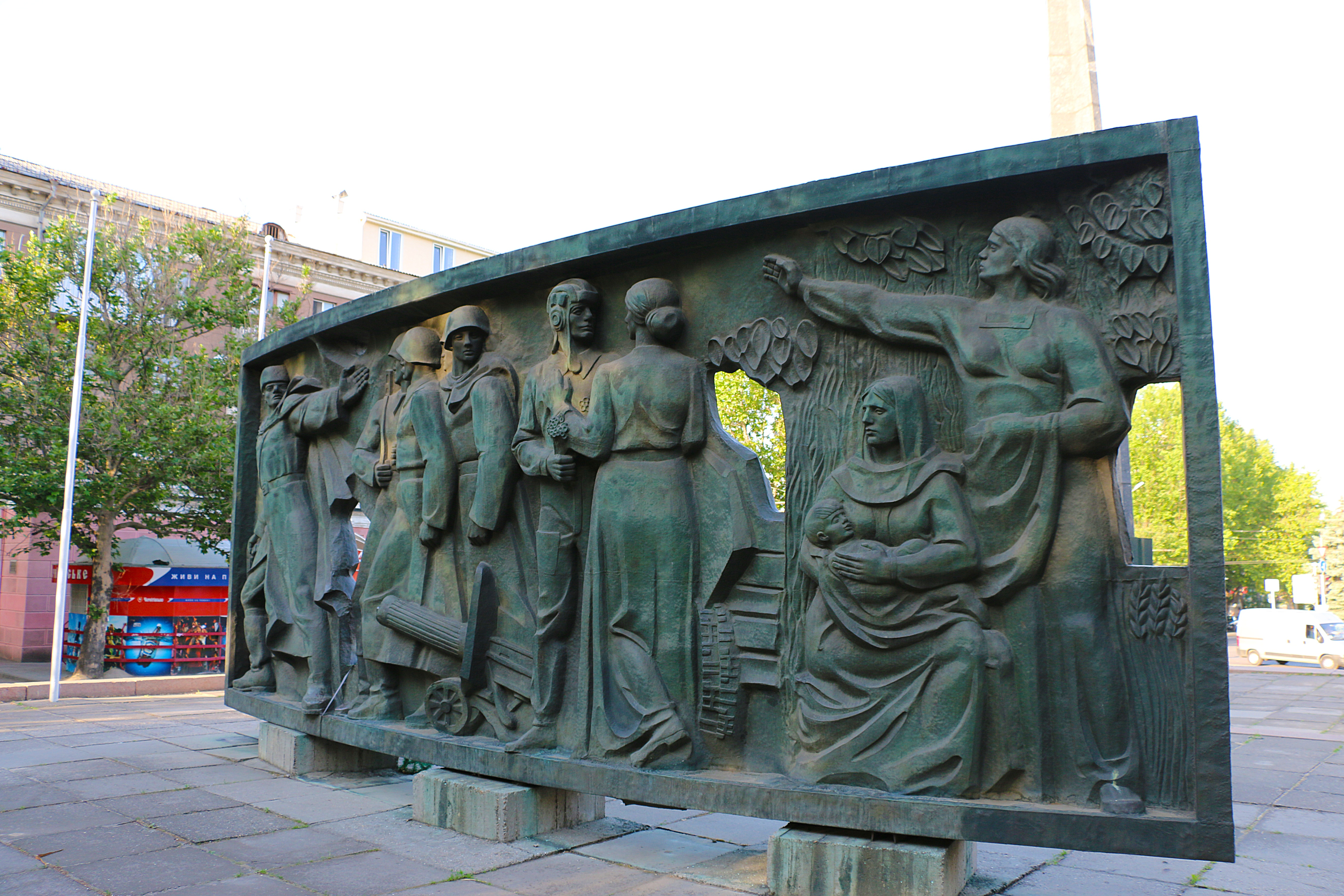
Барельєф. Сторона А
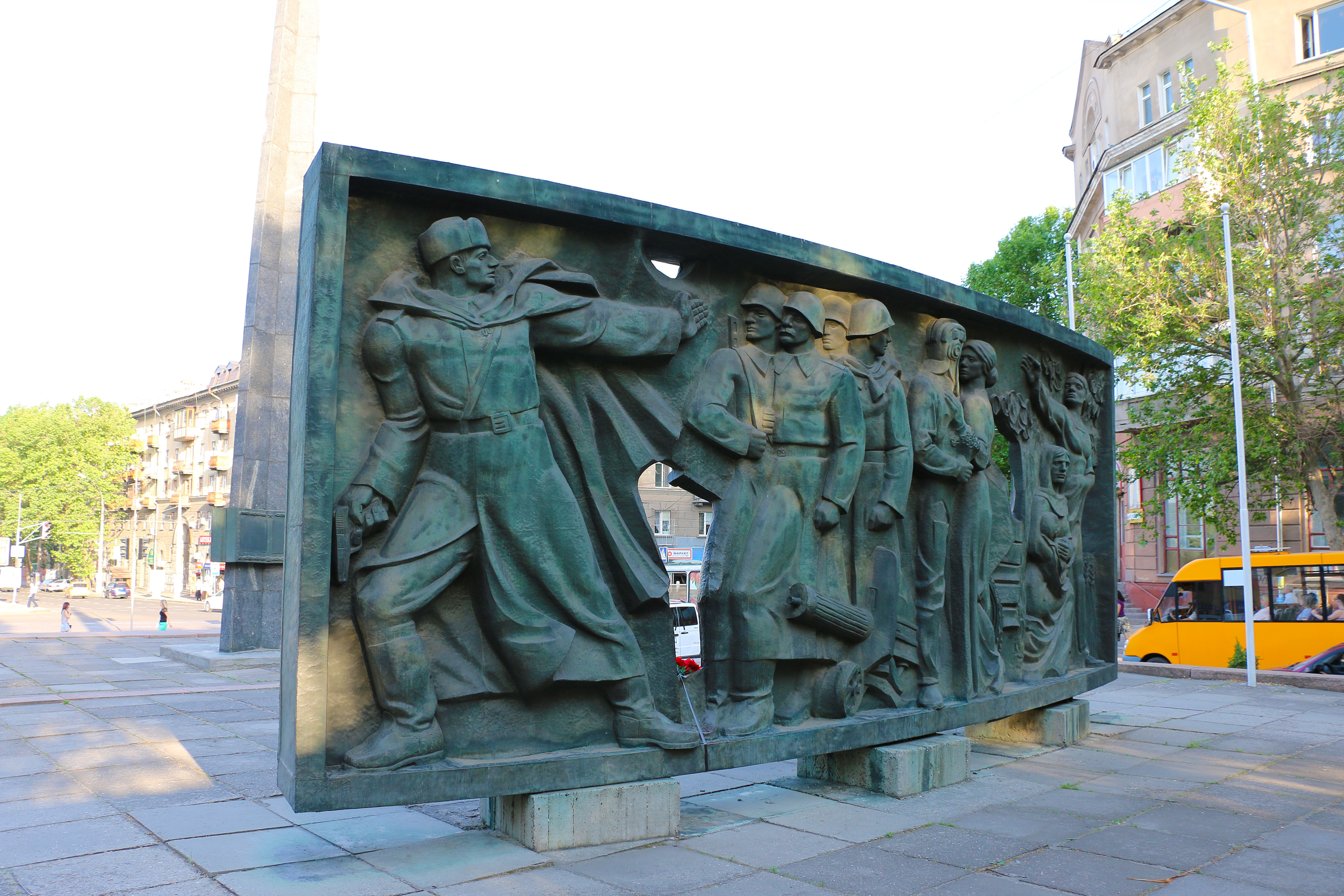
Барельєф. Сторона Б
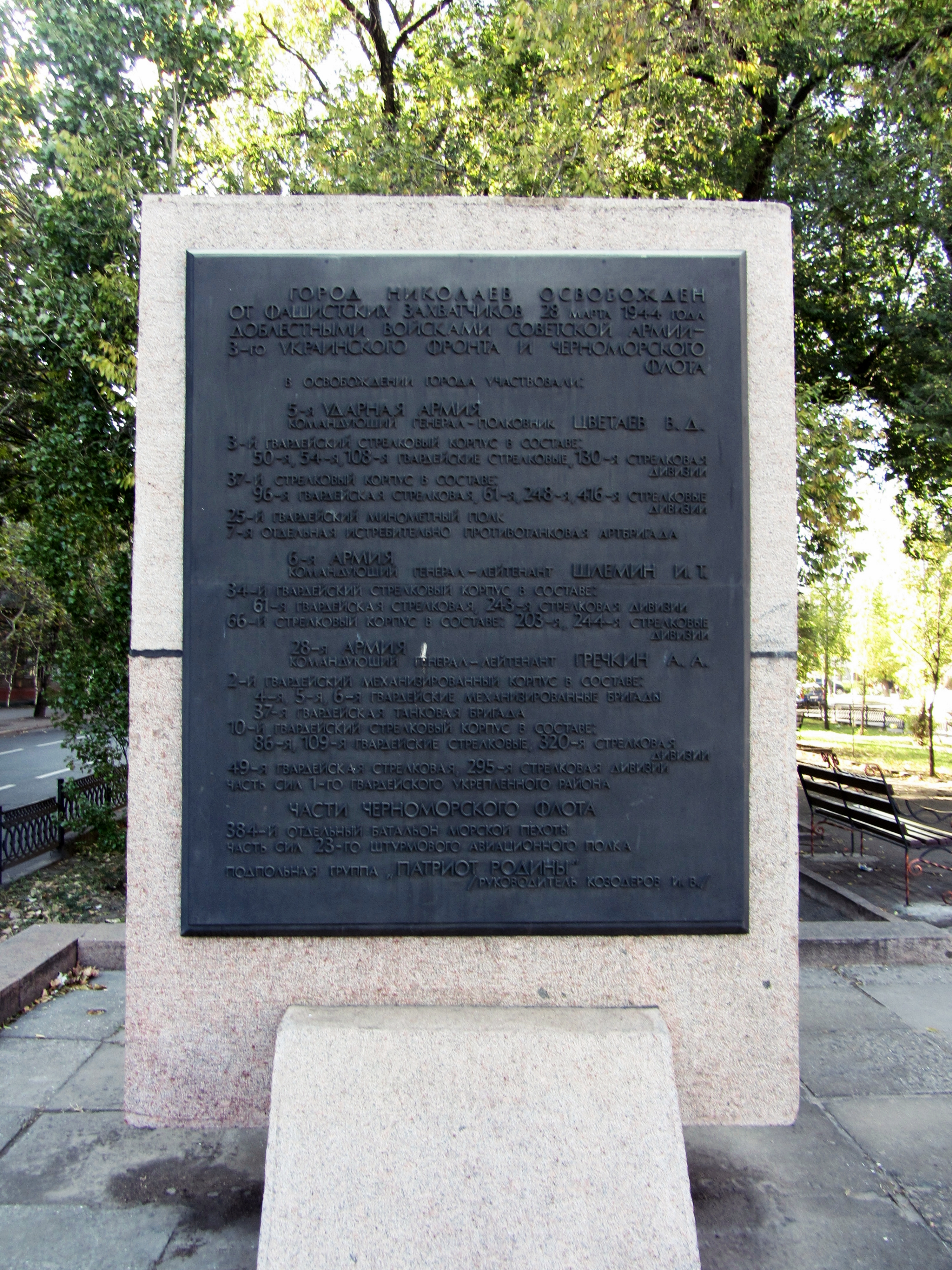
Одна із стел